# Boussières
Boussières és un municipi francès situat al departament del Doubs i a la regió de Borgonya - Franc Comtat. L'any 2007 tenia 1.062 habitants.

## Demografia

### Població
El 2007 la població de fet de Boussières era de 1.062 persones. Hi havia 411 famílies de les quals 74 eren unipersonals (31 homes vivint sols i 43 dones vivint soles), 145 parelles sense fills, 157 parelles amb fills i 35 famílies monoparentals amb fills.
La població ha evolucionat segons el següent gràfic:
Habitants censats

### Habitatges
El 2007 hi havia 441 habitatges, 417 eren l'habitatge principal de la família, 11 eren segones residències i 13 estaven desocupats. 365 eren cases i 76 eren apartaments. Dels 417 habitatges principals, 315 estaven ocupats pels seus propietaris, 98 estaven llogats i ocupats pels llogaters i 4 estaven cedits a títol gratuït; 1 tenia una cambra, 14 en tenien dues, 60 en tenien tres, 111 en tenien quatre i 231 en tenien cinc o més. 360 habitatges disposaven pel capbaix d'una plaça de pàrquing. A 171 habitatges hi havia un automòbil i a 224 n'hi havia dos o més.

### Piràmide de població
La piràmide de població per edats i sexe el 2009 era:
| Homes | Edats   | Dones |
| ----- | ------- | ----- |
| 0     | 95 o +  | 0     |
| 4     | 90 a 94 | 0     |
| 0     | 85 a 89 | 4     |
| 12    | 80 a 84 | 4     |
| 4     | 75 a 79 | 12    |
| 28    | 70 a 74 | 12    |
| 24    | 65 a 69 | 20    |
| 20    | 60 a 64 | 28    |
| 24    | 55 a 59 | 28    |
| 48    | 50 a 54 | 24    |
| 28    | 45 a 49 | 36    |
| 56    | 40 a 44 | 44    |
| 36    | 35 a 39 | 28    |
| 24    | 30 a 34 | 24    |
| 8     | 25 a 29 | 28    |
| 40    | 20 a 24 | 8     |
| 36    | 15 a 19 | 28    |
| 52    | 10 a 14 | 36    |
| 20    | 5 a 9   | 24    |
| 40    | 0 a 4   | 16    |

## Economia
El 2007 la població en edat de treballar era de 669 persones, 527 eren actives i 142 eren inactives. De les 527 persones actives 503 estaven ocupades (255 homes i 248 dones) i 24 estaven aturades (11 homes i 13 dones). De les 142 persones inactives 59 estaven jubilades, 50 estaven estudiant i 33 estaven classificades com a «altres inactius».

### Ingressos
El 2009 a Boussières hi havia 414 unitats fiscals que integraven 1.085,5 persones, la mediana anual d'ingressos fiscals per persona era de 20.274 €.

### Activitats econòmiques
Dels 33 establiments que hi havia el 2007, 2 eren d'empreses extractives, 2 d'empreses alimentàries, 6 d'empreses de fabricació d'altres productes industrials, 2 d'empreses de construcció, 4 d'empreses de comerç i reparació d'automòbils, 1 d'una empresa de transport, 2 d'empreses immobiliàries, 6 d'empreses de serveis, 6 d'entitats de l'administració pública i 2 d'empreses classificades com a «altres activitats de serveis».
Dels 5 establiments de servei als particulars que hi havia el 2009, 1 era un taller de reparació d'automòbils i de material agrícola, 1 taller d'inspecció tècnica de vehicles, 1 fusteria, 1 lampisteria i 1 perruqueria.
Dels 3 establiments comercials que hi havia el 2009, 1 era una botiga de més de 120 m², 1 una botiga de menys de 120 m² i 1 una llibreria.

## Equipaments sanitaris i escolars
L'únic equipament sanitari que hi havia el 2009 era una farmàcia.
El 2009 hi havia 1 escola maternal i 1 escola elemental.

## Poblacions més properes
El següent diagrama mostra les poblacions més properes.